# 尹肇之
尹肇之（1917年—1986年12月25日），河北省肃宁县人。中央政法委员会副秘书长。

## 生平
就读于河北省立第一师范学校。1935年参加一二九学生运动。1938年2月参加革命，1938年8月加入中国共产党。任冀中抗日游击军第九团组织科长、八路军冀中军区六分区（十一分区）政治部宣教科长、政治部副主任。解放战争时期，任晋察冀军区政治部教育科长、华北军区补训兵团政治部宣传部长。
1949年后，任中国人民解放军公安军天律总队副政委。1950年5月任中央公安部办公厅研究室副主任、公安部人事局教育处处长。1951年任中南行政委员会公安部办公室主任、中央公安部办公厅副主任、公安部政治部副主任、政治部主任(副部级），公安部党组成员、中央政法机关党委副书记。
1975年7月任中央政法干部学校临时党委书记、1978年8月任中央政法小组七人成员兼小组办公室主任。1980年任中央政法委员会委员、副秘书长。1982年，离休。